# Burg Michelstein
Die Burg Michelstein ist eine abgegangene Höhenburg im Steinheimer Ortsteil Sontheim im Stubental im Landkreis Heidenheim in Baden-Württemberg.

## Geschichte
Seit 1101 nennt sich Hochadel, verwandt mit den von Metzingen, von Sigmaringen-Spitzenberg, von Gundelfingen und von Albeck, nach der Burg (daneben auch nach Dapfen bei Münsingen und Böbingen bei Schwäbisch Gmünd). Im 14. Jahrhundert saßen Niederadlige von Böbingen auch auf Michelstein. 1346 wird die Burg von Öttingen dem Hochstift Würzburg zu Lehen aufgetragen. Ende 14. Jahrhundert kam sie an Königsbronn. 